# Niżnia Soliskowa Ławka
Niżnia Soliskowa Ławka (słow. Nižná Solisková štrbina) – głęboko wcięta przełęcz położona na wysokości ok. 2325 m n.p.m., znajdująca się w Grani Soliska w słowackiej części Tatr Wysokich. Oddziela ona od siebie dwie Soliskowe Turnie: wyższą północną Zadnią Soliskową Turnię i niższą południową Skrajną Soliskową Turnię. Niżnia Soliskowa Ławka jest wyłączona z ruchu turystycznego, dla taterników stanowi jeden z łatwiejszych dostępów do pobliskich wierzchołków, lecz jedynie od strony Doliny Furkotnej.
Niżnia Soliskowa Ławka zwana była niegdyś Przełączką w Soliskowych Turniach (Štrbina v Soliskových vežách).
Pierwsze wejścia turystyczne:
- Ernő Kaczander i István Laufer, 4 września 1909 r. – letnie, przy przejściu granią,
- Gyula Hefty i Lajos Rokfalusy, 25 marca 1913 r. – zimowe, przy przejściu granią[2].